# Anarchia (politika)

Az anarchia jele

Az anarchia (görögül: Aναρχία 'hatalmi állapot, kormányzat hiánya') a szabad személyek társadalma; a társadalom olyan állapota, amelyben nincs kormány, nincs kényszerítő hatalma egyik személynek a másik felett, nincs állam, nincs kötelező társadalmi szervezet. A politikai és jogi intézmények, a politikai és jogi ideológia teljesen megszűnt.
Az anarchia (átvitt értelemben) zűrzavar, fejetlenség, vad életforma.
Az anarchizmus a politikai filozófia elmélete (tanítása) az anarchiáról. A társadalom olyan állapota, amelyben az egyik személynek nincs kényszerítő ereje mások felett.

## Fordítás
Ez a szócikk részben vagy egészben  az   Anarhia című észt Wikipédia-szócikk ezen változatának fordításán alapul.  Az eredeti cikk szerkesztőit annak laptörténete sorolja fel. Ez a jelzés csupán a megfogalmazás eredetét és a szerzői jogokat jelzi, nem szolgál a cikkben szereplő információk forrásmegjelöléseként.